# 伊图拉尔德县

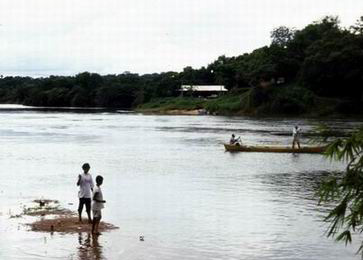

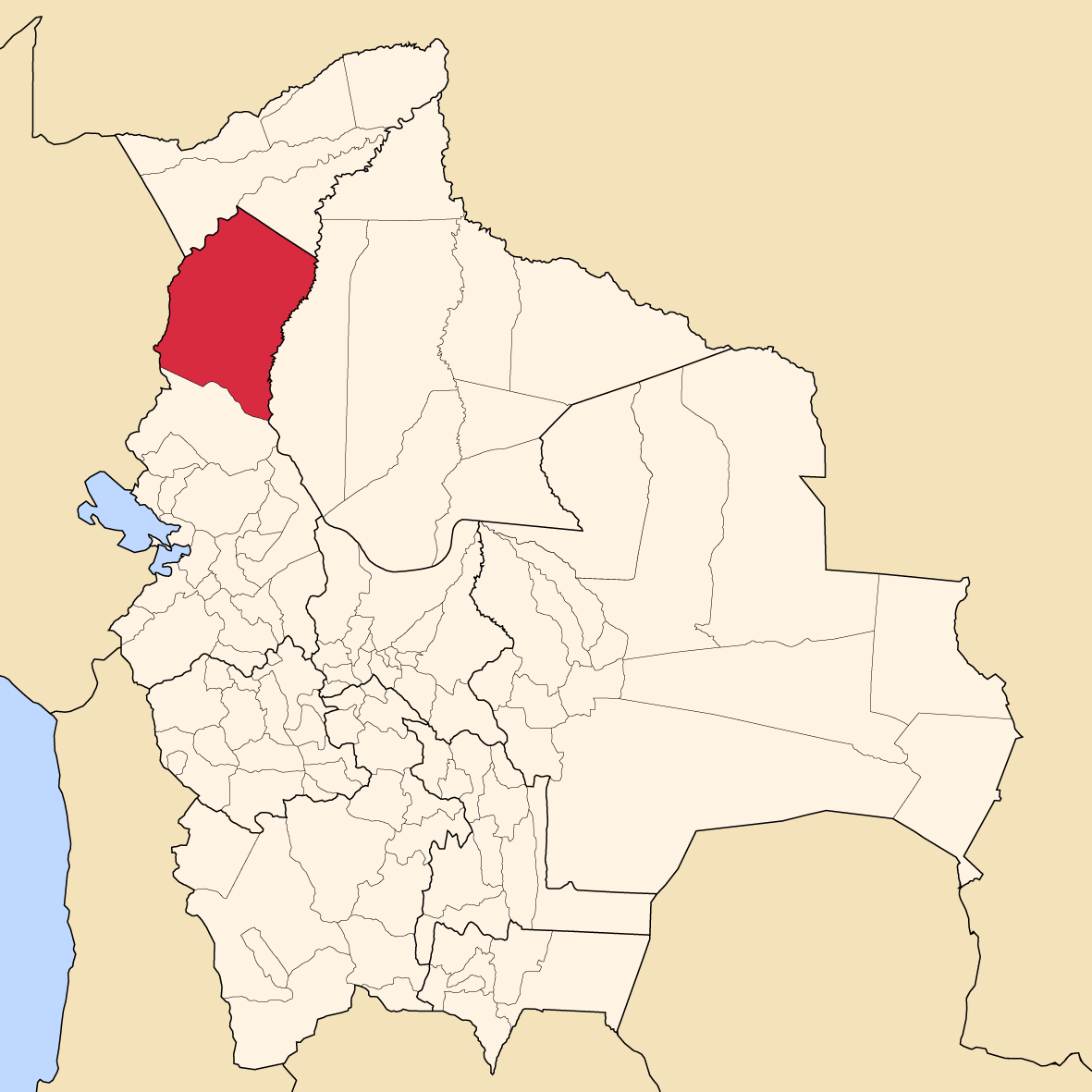

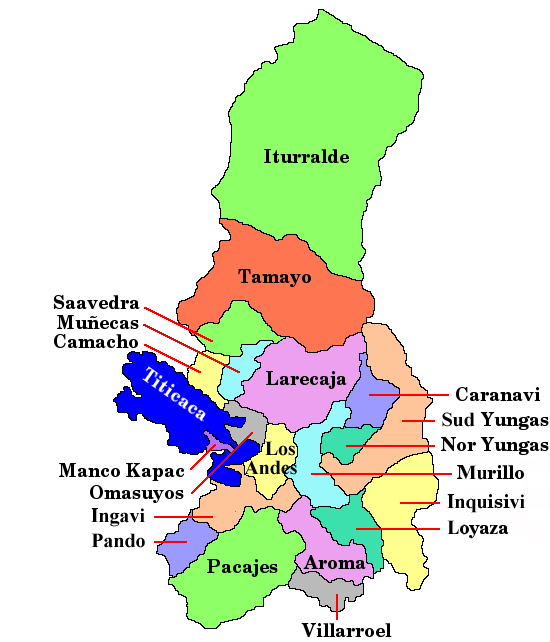

伊圖拉爾德县（西班牙語：Provincia de Iturralde），是玻利維亞的县份，位於該國西部，屬於拉巴斯省的一部分，县府設於伊西亞馬斯，面積42,815平方公里，2012年人口18,073，人口密度每平方公里0.42人。